# Aero Zambia
Aero Zambia era uma companhia aérea com sede em Lusaca, Zâmbia. Operou entre Lusaca, Joanesburgo, Ndola, Nairóbi, Harare e Dar es Salaam.

## História
A companhia aérea foi fundada em 1996 e iniciou as operações em 11 de abril de 1996.
Em 19 de janeiro de 2000, o governo da Zâmbia encerrou as operações da Aero Zambia devido a preocupações com a segurança.

## Frota
A frota da Aero Zambia consistia nas seguintes aeronaves:
| Aeronaves      | Total | Notas |
| -------------- | ----- | ----- |
| Boeing 737-200 | 5     |       |
| Total          | 5     |       |